# Evan Eugene Fraser
Pour les articles homonymes, voir Fraser.
Evan Eugene Fraser (15 mars 1865-4 août 1949) est un homme politique canadien de l'Ontario. Il est député provincial conservateur de Welland de 1905 à 1914, ainsi que député fédéral conservateur de la circonscription ontarienne de Welland de 1918 à 1921.

## Biographie
Né à Allanburg (en) dans le Canada-Ouest, Fraser étudie à Thorold.